# بري أباد (كوه بنج)
بري أباد (بالفارسية: پری‌آباد) هي قرية تقع في إيران في البلدة المركزية.